# Presbyterianisme
Presbyterianisme er en form for protestantisk kristendom og en særlig kirkestyreform. Den bliver praktiseret af mange (men ikke alle) protestantiske kirker, der historisk har tilsluttet sig Jean Calvins lære (se Reformerte kirke).
Navnet presbyterianisme kommer af det græske ord presbyteros (πρεσβύτερος), der betyder ældre. Det er valgt, fordi en presbyteriansk kirke ledes af nogle lokalt valgte ældre i modsætning til en episkopal kirke, der ledes af biskopper og eventuelt en pave.